# Liste der Biografien/Braa
Liste der Biografien |
Portal Biografien |
Personensuche
# |
A |
B |
C |
D |
E |
F |
G |
H |
I |
J |
K |
L |
M |
N |
O |
P |
Q |
R |
S |
T |
U |
V |
W |
X |
Y |
Z |
?
 
Ba |
Be |
Bd |
Bg |
Bh |
Bi |
Bj |
Bl |
Bm |
Bn |
Bo |
Br |
Bs |
Bu |
Bw |
By |
Bz
 
Bra |
Brc |
Brd |
Bre |
Brg |
Bri |
Brj |
Brk |
Brl |
Brn |
Bro |
Brp–Brt |
Bru |
Brv |
Bry |
Brz
 
Braa |
Brab |
Brac |
Brad |
Brae |
Braf |
Brag |
Brah |
Brai |
Braj |
Brak |
Bral |
Bram |
Bran |
Brao |
Braq |
Brar |
Bras |
Brat |
Brau |
Brav |
Braw |
Brax |
Bray |
Braz
Die Liste der Biografien führt alle Personen auf, die in der deutschsprachigen Wikipedia einen Artikel haben. Dieses ist eine Teilliste mit 46 Einträgen von Personen, deren Namen mit den Buchstaben „Braa“ beginnt.

## Braa

### Braac
- Braach, Johanna (* 1907), deutsche Kriminalobersekretärin, stellvertretende Leiterin des Mädchenkonzentrationslagers Uckermark
- Braach, Johannes Heinrich (1887–1940), deutscher Schriftsteller, Dichter, Journalist, Redakteur, Musikkritiker, Musikwissenschaftler, Intendant
- Braach, Mile (1898–1998), deutsche Chronistin und Unternehmerin
- Braack, Hauke (* 1963), deutscher Volleyball- und Beachvolleyballspieler
- Braack, Malte (* 1966), deutscher Mathematiker und Hochschullehrer
- Braack, Nina (* 1993), deutsche Volleyballspielerin

### Braad
- Braadland, Birger (1879–1966), norwegischer Politiker (Bauernpartei, Zentrumspartei), Mitglied des Storting
- Braadland, Erik (1910–1988), norwegischer Diplomat und Politiker, Mitglied des Storting

### Braaf
- Braaf, Jayden (* 2002), niederländisch-surinamischer Fußballspieler
- Braafheid, Edson (* 1983), niederländisch-surinamischer FußballspielerEdson Braafheid (* 1983)

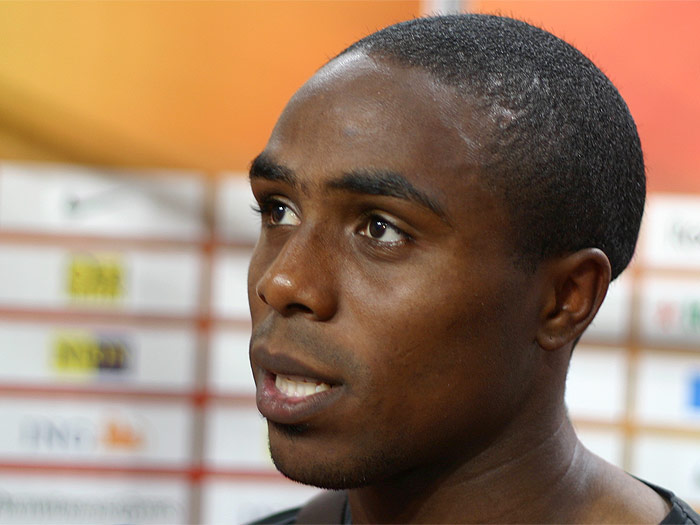
Edson Braafheid (* 1983)

### Braag
- Braag, Bettina (* 1965), deutsche Leichtathletin

### Braak
- Braak, Heiko (* 1937), deutscher Neuroanatom
- Braak, Isabel (* 1988), deutsche Filmregisseurin
- Braak, Ivo (1906–1991), deutscher Autor, Rezitator und Pädagoge
- Braak, Menno ter (1902–1940), niederländischer Schriftsteller
- Braak, Richard (* 1938), deutscher Politiker (Pro DM), MdHB
- Braake, Kitty ter (1913–1991), niederländische Hürdenläuferin und Sprinterin
- Braakman, Anthonie († 1870), niederländischer Maler
- Braakman, Rimke (* 1991), niederländische Beachvolleyballspielerin

### Braam
- Braam, Michiel (* 1964), niederländischer Jazzpianist und -komponist
- Braamcamp, Anselmo José (1819–1885), portugiesischer Politiker

### Braas
- Braas, Gilles (* 1992), luxemburgischer Volleyballspieler
- Braas, Roel (* 1987), niederländischer Ruderer
- Braas, Rudolf (1902–1974), deutscher Maschinenbauingenieur, Unternehmer und Erfinder
- Braas, Silke (* 1978), deutsche Musicaldarstellerin, Sängerin und Tänzerin
- Braasch, Anneliese (1935–2020), deutsche Kabarettistin, Schauspielerin und niederdeutsche Autorin
- Braasch, Detlev (* 1939), deutscher Politiker (CDU)
- Braasch, Ernst (1914–1973), deutscher Bühnen- und Filmschauspieler
- Braasch, Heiner († 1982), deutscher Reeder und Finanzmakler
- Braasch, Heinrich (1902–1941), deutscher Verwaltungsjurist und Landrat
- Braasch, Heinz (* 1920), deutscher Fußballspieler
- Braasch, Hinrich (1878–1968), niederdeutscher Schriftsteller
- Braasch, Karsten (* 1967), deutscher TennisspielerKarsten Braasch (* 1967)

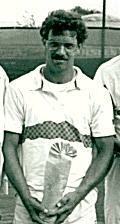
Karsten Braasch (* 1967)

- Braasch, Otto (1936–2021), deutscher Oberstleutnant der Luftwaffe und Luftbildarchäologe
- Braasch-Schwersmann, Ursula (1955–2021), deutsche Historikerin
- Braasem, Cor (1923–2009), niederländischer Wasserballspieler

### Braat
- Braat, Adrie (* 1955), niederländischer Jazzmusiker (Kontrabass)
- Braat, Wouter C. (1903–2000), niederländischer Archäologe
- Braaten, Daniel (* 1982), norwegischer Fußballspieler
- Braaten, Kenneth (* 1974), norwegischer Nordischer Kombinierer
- Braaten, Oskar (1881–1939), norwegischer Schriftsteller
- Braathe, Georg (1903–1968), norwegischer Langstreckenläufer
- Braathe, Julius (1874–1914), norwegischer Sportschütze
- Braathen, Lucas Pinheiro (* 2000), norwegisch-brasilianischer Skirennläufer
- Braatz, Egbert (1849–1942), deutscher Chirurg
- Braatz, Kurt (* 1955), deutscher Kommunikationswissenschaftler, Luftfahrthistoriker, Kommunikationsmanager und Journalist